# Richard Montgomery

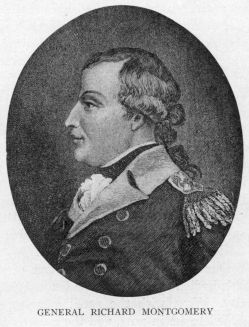
Richard Montgomery

Richard Montgomery (* 2. Dezember 1738 in Swords, Irland; † 31. Dezember 1775 bei Québec) war ein britisch-amerikanischer Offizier, der im Amerikanischen Unabhängigkeitskrieg als General der der Kontinentalarmee diente.

## Leben bis zur amerikanischen Revolution
Richard Montgomery wurde als Sohn des britischen Unterhausabgeordneten, Thomas Montgomery, geboren. Ausgebildet wurde er am St. Andrew’s und am Trinity College in Dublin.
Er wurde 1756 Offizier in der britischen Armee und kämpfte während des Siebenjährigen Krieges in Kanada und in der Karibik. Er war unter anderem an der Belagerung von Louisbourg (1758) und an der Eroberung Havannas (1762) beteiligt. 1762 erreichte er den Rang eines Captain in den britischen Streitkräften. Nach dem Friedensschluss wurde sein Regiment 1763 nach New York verlegt und zwei Jahre später zurück nach England. Er hatte dort Kontakte zu Mitgliedern der Partei der Whigs, die für eine liberalere Politik und eine größere Unabhängigkeit der Kolonien eintraten. 1772 verließ er die Armee und wanderte nach New York aus. Dort ließ er sich auf einer von ihm gekauften Farm von 270.000 m² nieder und heiratete Janet Livingston, die Schwester des Politikers Robert R. Livingston, einem Mitglied des Komitees, welches später die Unabhängigkeitserklärung der Vereinigten Staaten entwarf und der für den Staat New York die Unabhängigkeitserklärung auch unterzeichnete. Nach der Heirat ließ er sich auf der Farm seiner Frau nieder. 1775 wurde er in die gesetzgebende Versammlung der Kolonie New York gewählt.

## Montgomery im Unabhängigkeitskrieg

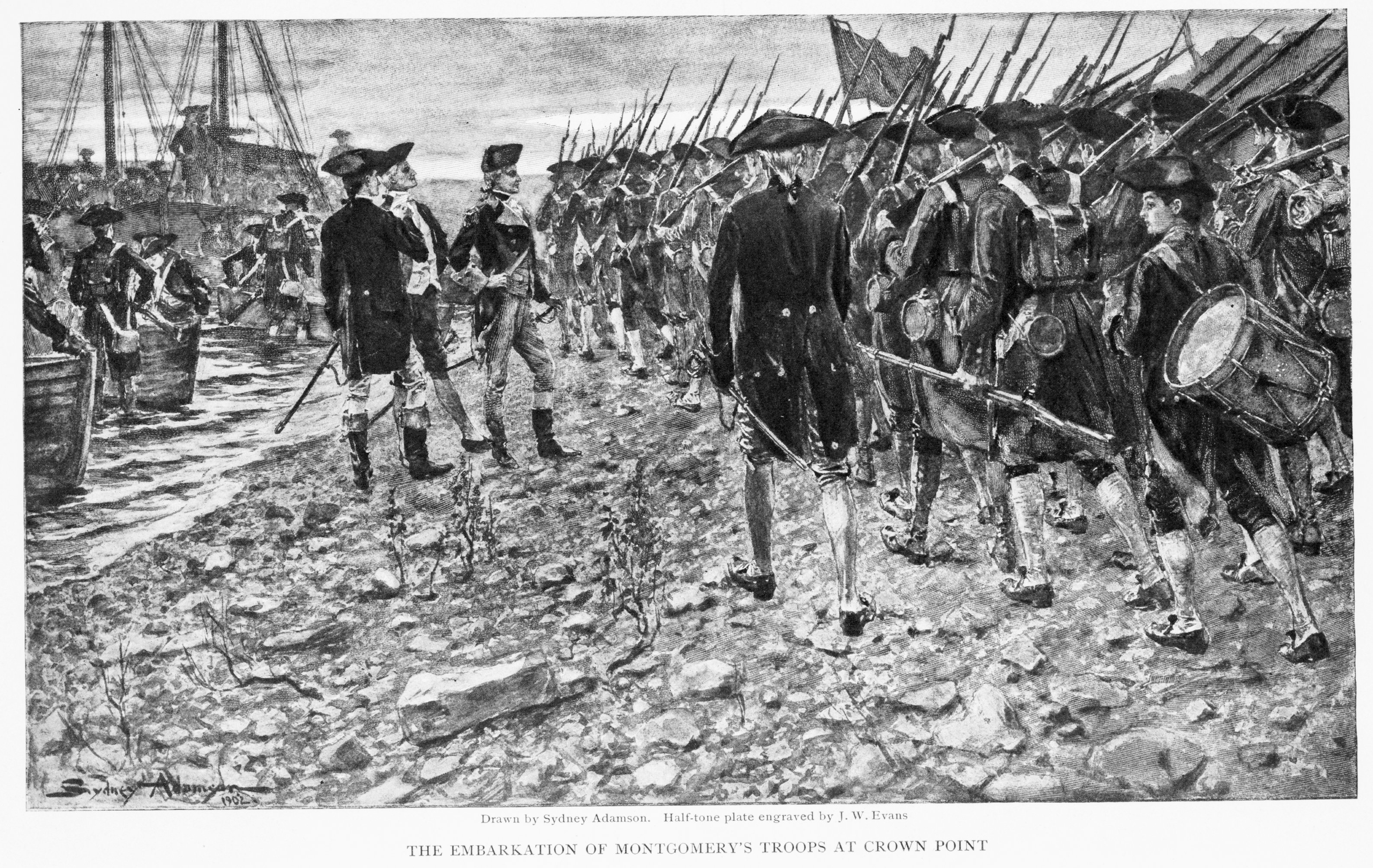
Aufbruch der Truppen General Montgomerys bei Crown Point von Sydney Adamson (1902)

Aufgrund seiner militärischen Erfahrungen wurde er zum Beginn des Unabhängigkeitskrieges (1775–1783) zum Brigadegeneral der Kontinentalarmee ernannt. Bei gleichzeitiger Beförderung zum Generalmajor erhielt er an Stelle des erkrankten Generalmajor Philip Schuyler den Auftrag zum Einmarsch nach Kanada, die Planung sah einen Vorstoß entlang des Lake Champlain und des Sankt-Lorenz-Stroms vor. Parallel dazu sollte Benedict Arnold im Auftrage George Washingtons von Maine aus auf Québec vordringen.

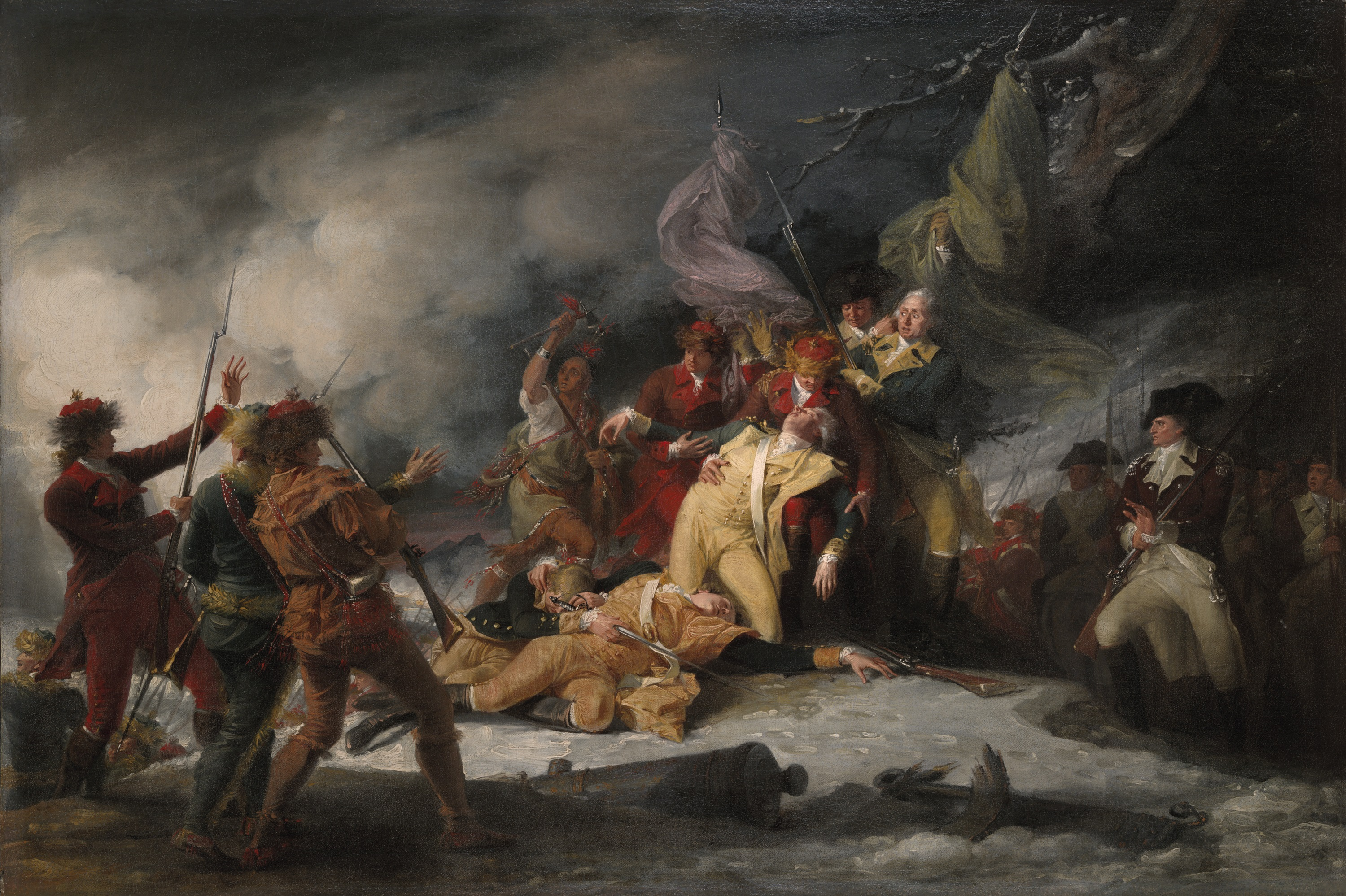
Tod Montgomerys in der Schlacht von Québec von John Trumbull (1786)

Montgomery konnte am 13. November Montreal erreichen und gegen schwachen britischen Widerstand auch einnehmen. Anschließend drang er planmäßig auf Québec vor. Arnold hatte am selben Tag die Abraham-Ebene nahe Québec erreicht und die Stadt zur Kapitulation aufgefordert. So konnten sich ihre Truppen vereinigen und die Stadt in der Schlacht von Québec angreifen. Gegen 4 Uhr Morgens eröffnete Montgomery die Schlacht mit einer als Überraschungsangriff geplanten Attacke, geriet aber in schweres britisches Kartätschenfeuer und fiel. Er gilt als der erste und höchstrangige General der amerikanischen Streitkräfte, der je in einem Gefecht getötet wurde.

## Ehrungen
Die Briten fanden seinen Leichnam und begruben ihn mit allen Ehren. 1818 wurden die sterblichen Überreste exhumiert und nach New York überführt, wo Montgomery in der St. Paul’s-Kapelle seine letzte Ruhe fand.
Montgomery County (Maryland) und die Richard Montgomery High School in Rockville, Montgomery County, sind nach ihm benannt. Auch Montgomery County (Arkansas), Montgomery County (Georgia), Montgomery County (Illinois), Montgomery County (Indiana), Montgomery County (Iowa), Montgomery County (Kansas), Montgomery County (Kentucky), Montgomery County (Mississippi), Montgomery County (Missouri) Montgomery County (New York), Montgomery County (North Carolina) Montgomery County (Ohio), Montgomery County (Pennsylvania) und Montgomery County (Virginia) tragen seinen Namen. Nach ihm ist Montgomery (Alabama), die Hauptstadt des Bundesstaates Alabama benannt.
Der Liberty-Frachter Richard Montgomery wurde nach ihm benannt.